# Gnopharmia
Gnopharmia is een geslacht van vlinders van de familie spanners (Geometridae), uit de onderfamilie Ennominae.

## Soorten
- G. cataleucaria Staudinger, 1901
- G. colchidaria Lederer, 1870
- G. eberti Wiltshire, 1967
- G. erema Wehrli, 1939
- G. horhammeri Brandt, 1938
- G. inermis Wiltshire, 1967
- G. irakensis Wehrli, 1938
- G. kasrunensis Wehrli, 1939
- G. maculifera Staudinger, 1892
- G. objectaria Staudinger, 1892
- G. rubraria Staudinger, 1892
- G. sarobiana Ebert, 1965
- G. sinesefida Wehrli, 1941
- G. stevenaria (Boisduval, 1840)